# The Legend of Zelda: Skyward Sword
The Legend of Zelda: Skyward Sword – przygodowa gra akcji stworzona przez japońską firmę Nintendo. Gra została udostępniona 18 listopada 2011 roku i została wydana z okazji 25-lecia serii. Świat gry składa się z dwóch krain. Pierwsza, Skyloft to grupa wysp lewitujących nad ziemią. Poniżej znajduje się obszar opanowany przez złą armię. Gra opowiada o przygodach Linka, który odkrywa tytułowy miecz i próbuje połączyć obie krainy. Gracz przemierza fikcyjny świat, zdobywa nowe przedmioty i rozmawia z innymi postaciami.
17 lutego 2021 roku zapowiedziano remaster gry zatytułowany The Legend of Zelda: Skyward Sword HD. Remaster został wydany 16 lipca 2021 na konsolę Nintendo Switch.

## Odbiór gry
Średnia ocen na agregatorze Metacritic wynosi 93 na 100 z 81 recenzji. Do końca grudnia 2011 w Japonii sprzedano mniej niż 320 tysięcy kopii, natomiast sprzedaż w USA wyniosła 600 tysięcy. Magazyn „Famitsu” wystawił Skyward Sword maksymalną notę 40/40. Jest to 16. gra i trzecia z serii Zelda z najlepszą możliwą oceną.